# Grands Magasins Leonhard Tietz
Grands Magasins Leonhard Tietz is een monumentaal warenhuis uit 1901, gelegen aan de Meir 82 in Antwerpen. Sinds 1920 is het de locatie van warenhuis INNO. Het pand is sinds 1983 een beschermd monument.

## Architectuur
Het gebouw, ontworpen in beaux-artsstijl, werd gerealiseerd in opdracht van de Duitse koopman Leonhard Tietz (1849-1914). Tietz, die in 1891 zijn eerste warenhuis opende in Keulen, breidde in 1899 uit naar Antwerpen waar hij een winkel opende op de hoek van de Melkmarkt en de Lijnwaadmarkt. In 1900 kocht hij een perceel aan de Meir dat verkaveld was voor de aanleg van de Leysstraat. Datzelfde jaar werd gestart met de bouw van het warenhuis, onder leiding van de architect Joseph Hertogs (1885-1930).
Het gebouw is volledig symmetrisch en opgebouwd uit wit natuursteen. De ingang van het pand bevindt zich in het midden onder een grote boog. Op het dak staan drie grote glazen koepels, oorspronkelijk bevonden hier zich ook drie rechthoekige glaskappen. Aan de buitenzijde van het gebouw zijn meerdere beeldhouwwerken geplaatst, waaronder een bronzen toortsdraagster die werd vervaardigd door beeldhouwer Jules Weyns. Een stenen bol, omringd door putti, is van de hand van Jules Anthone.
De bouw werd voltooid in 1901 en het warenhuis opende op 29 april van dat jaar de deuren. Het was het eerste grootwarenhuis op de Meir. Het had 45 afdelingen op vijf verdiepingen en verkocht onder meer linnengoed, kleding, huisraad en speelgoed. De canotiers, die in deze periode zeer populair waren, kregen in Antwerpen de bijnaam 'tits' of 'tietz'. Daarnaast bood het allerlei diensten waaronder een kapper en fotostudio.
In 1910 werd het pand verder uitgebreid door het samen te voegen met het eclectische woon- en handelsgebouw Moyson op de hoek van de Meir en Otto Veniusstraat. Datzelfde jaar opende Tietz een warenhuis in Brussel dat tevens werd ontworpen door Hartogs.
In 1922 werd het pand verbouwd onder leiding van Victor Horta. In de periode na de Tweede Wereldoorlog werd het pand meermaals verbouwd, er werden onder andere roltrappen toegevoegd, de gevel werd aangepast, de centrale hal werd afgesloten en de vitrines werden opengebroken. De oorspronkelijke wintertuin werd geïntegreerd in de winkelruimte. In 2005 werd gestart met een restauratie van het interieur, waarbij originele kenmerken, waaronder de gietijzeren kolommenstructuur, werden teruggebracht. De laatste restauratiefase liep van 2012-2014. In deze fase werd de focus gelegd op de restauratie van de gevel en het dak van het pand.

## Eigenaar
Aangezien Tietz Duits was, werd het warenhuis na het einde van de Eerste Wereldoorlog in 1918 onder sekwester geplaatst. In 1920 werd het door de Belgische staat verkocht aan Les Grands Magasins A l’Innovation, de latere INNO, dat was opgericht door de Brusselse families Bernheim en Meyer.

## Galerij

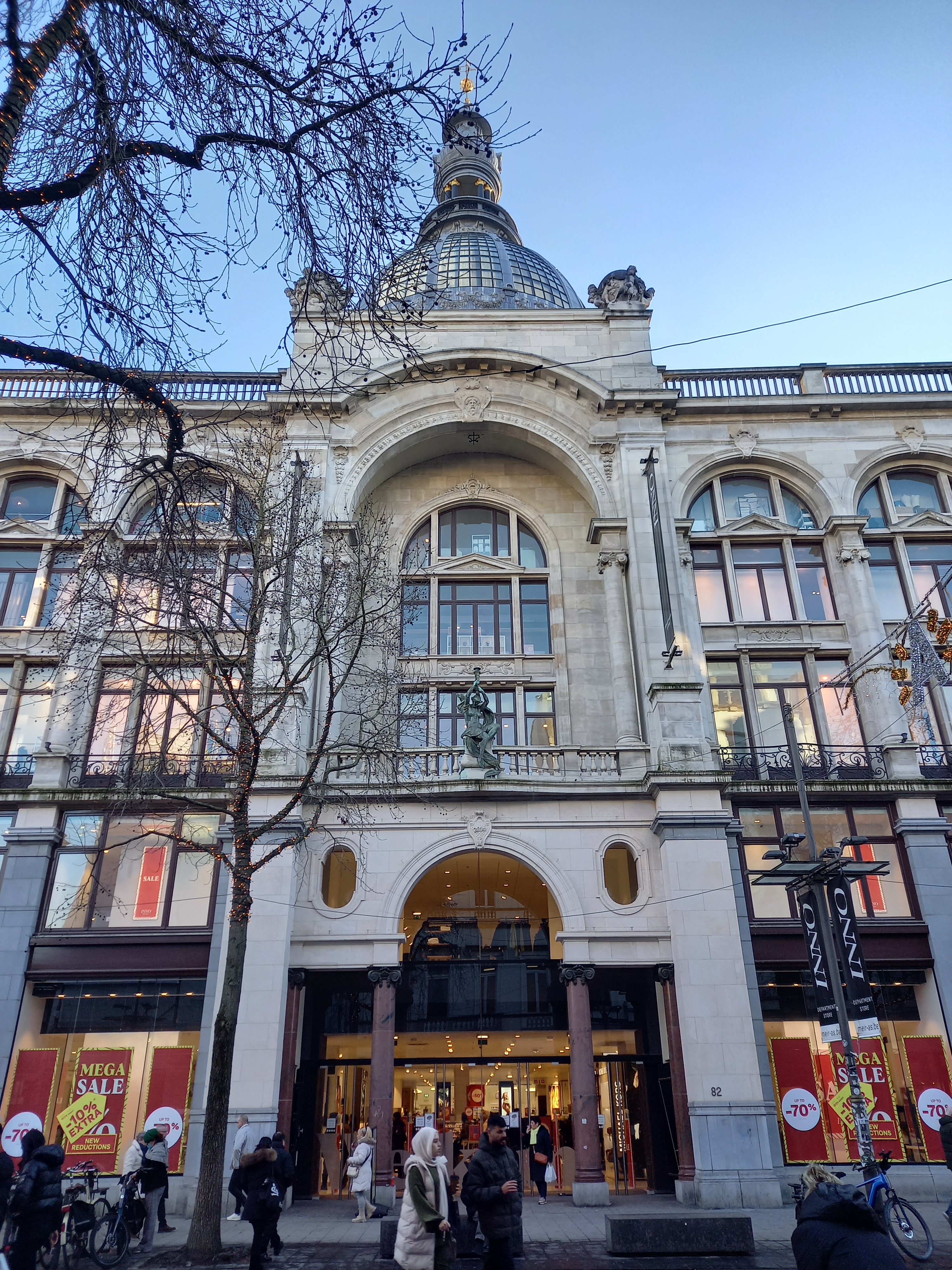
Ingang Grands Magasins Leonhard Tietz
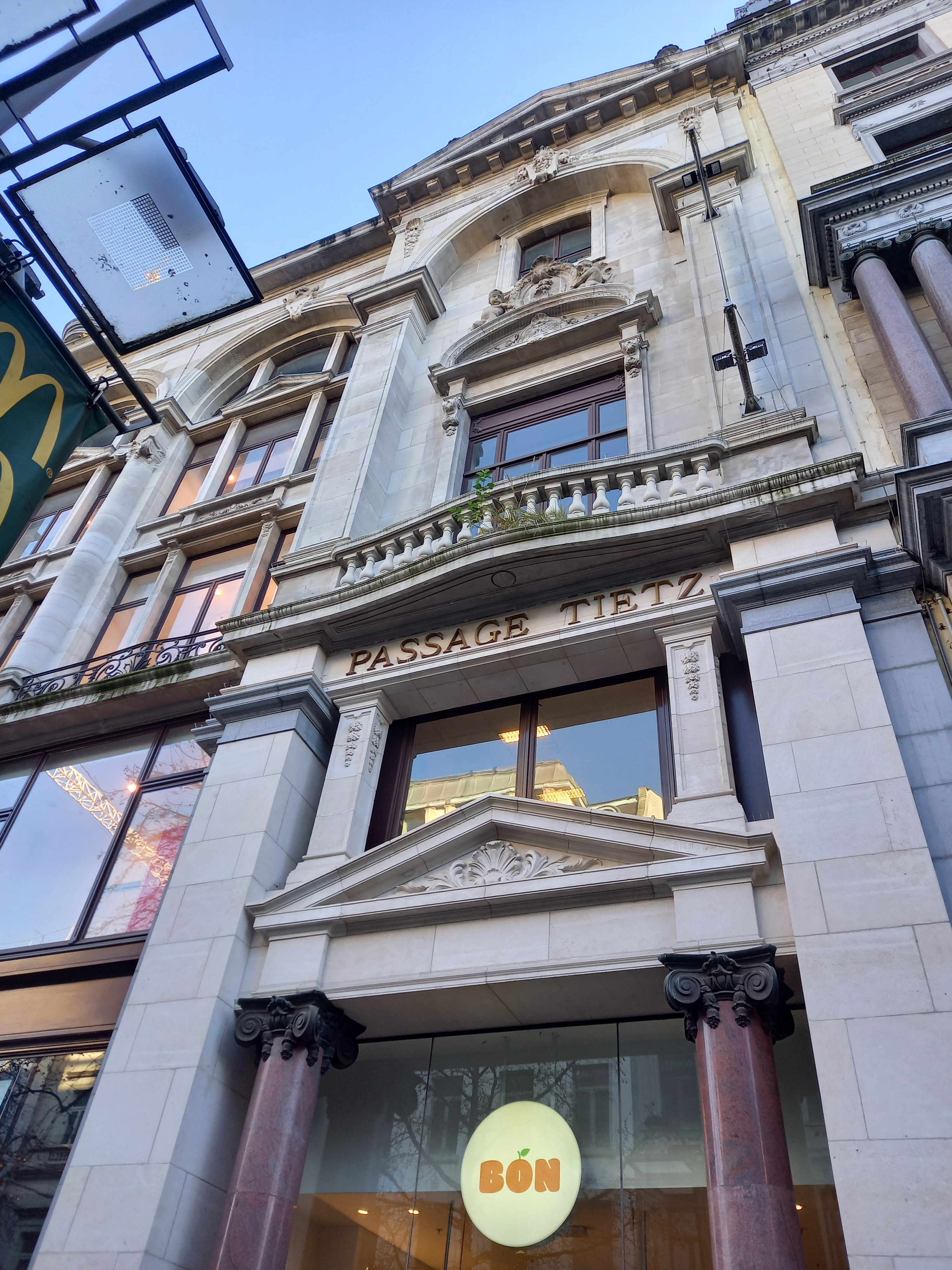
Voormalige entree Passage Tietz
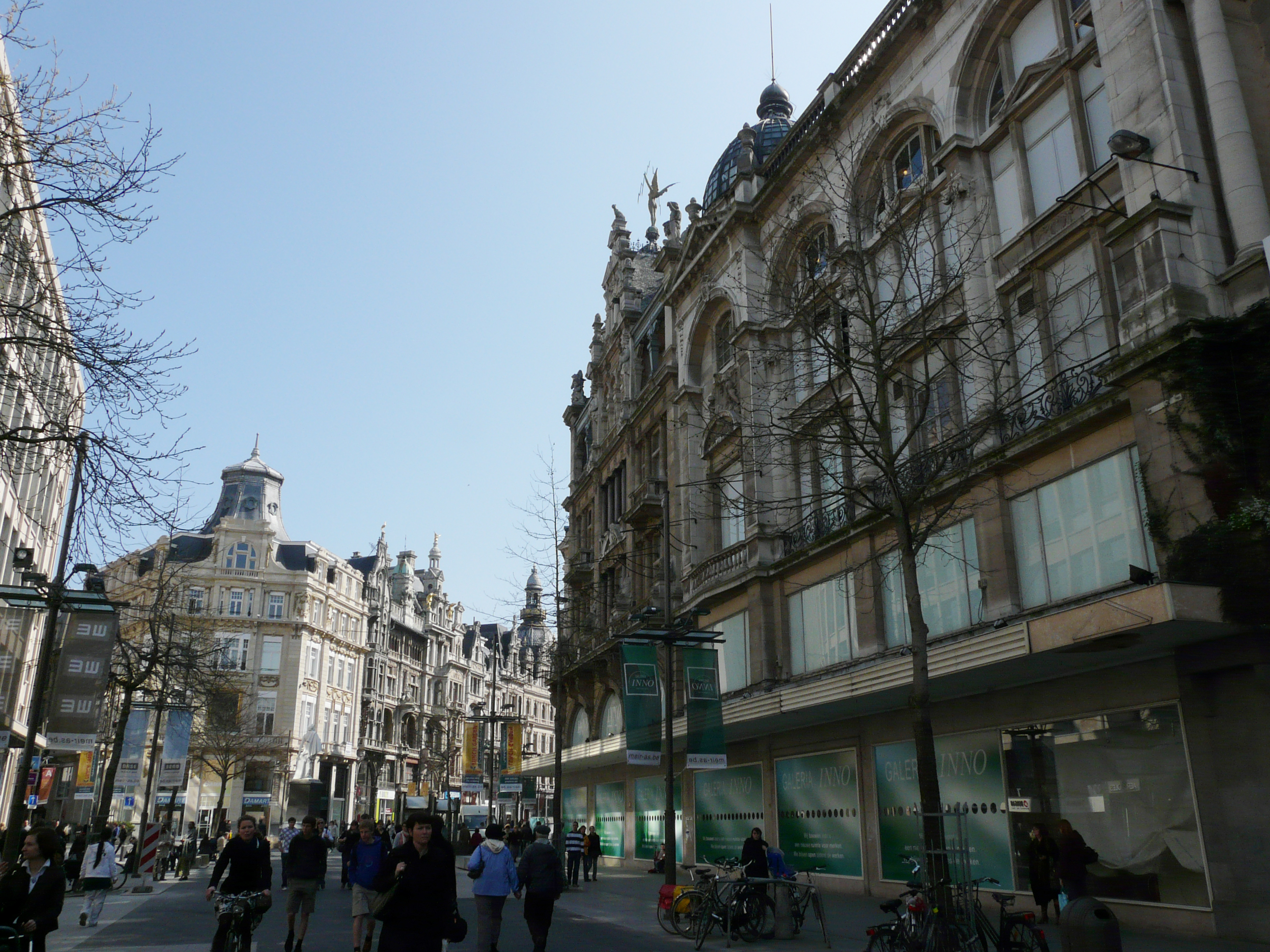
Rechts Grands Magasins Leonhard Tietz met in de achtergrond de Leysstraat
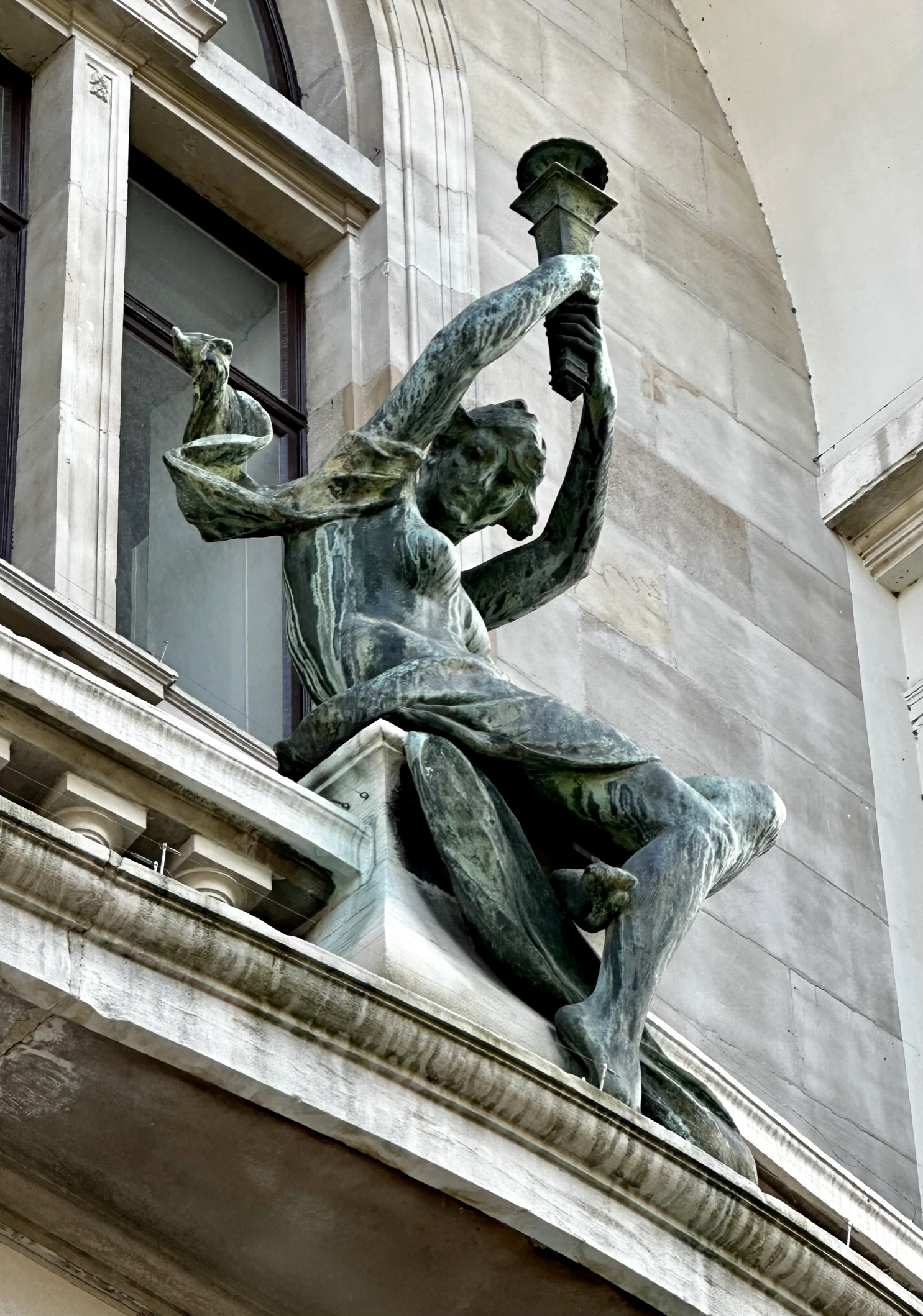
Sculptuur boven de ingang van het pand door Jules Weyns.
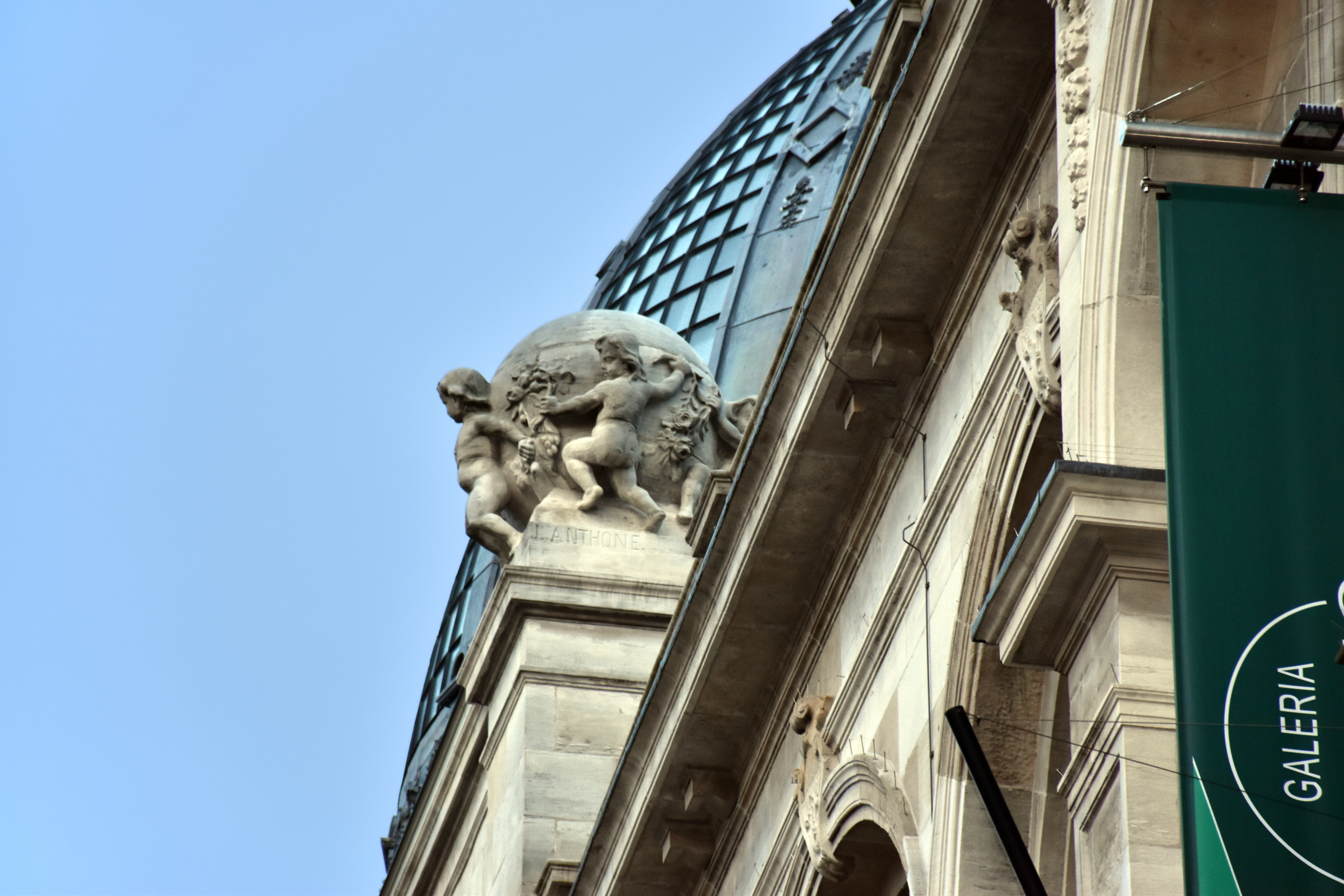
Sculptuur op de gevel van het pand door Jules Anthone.
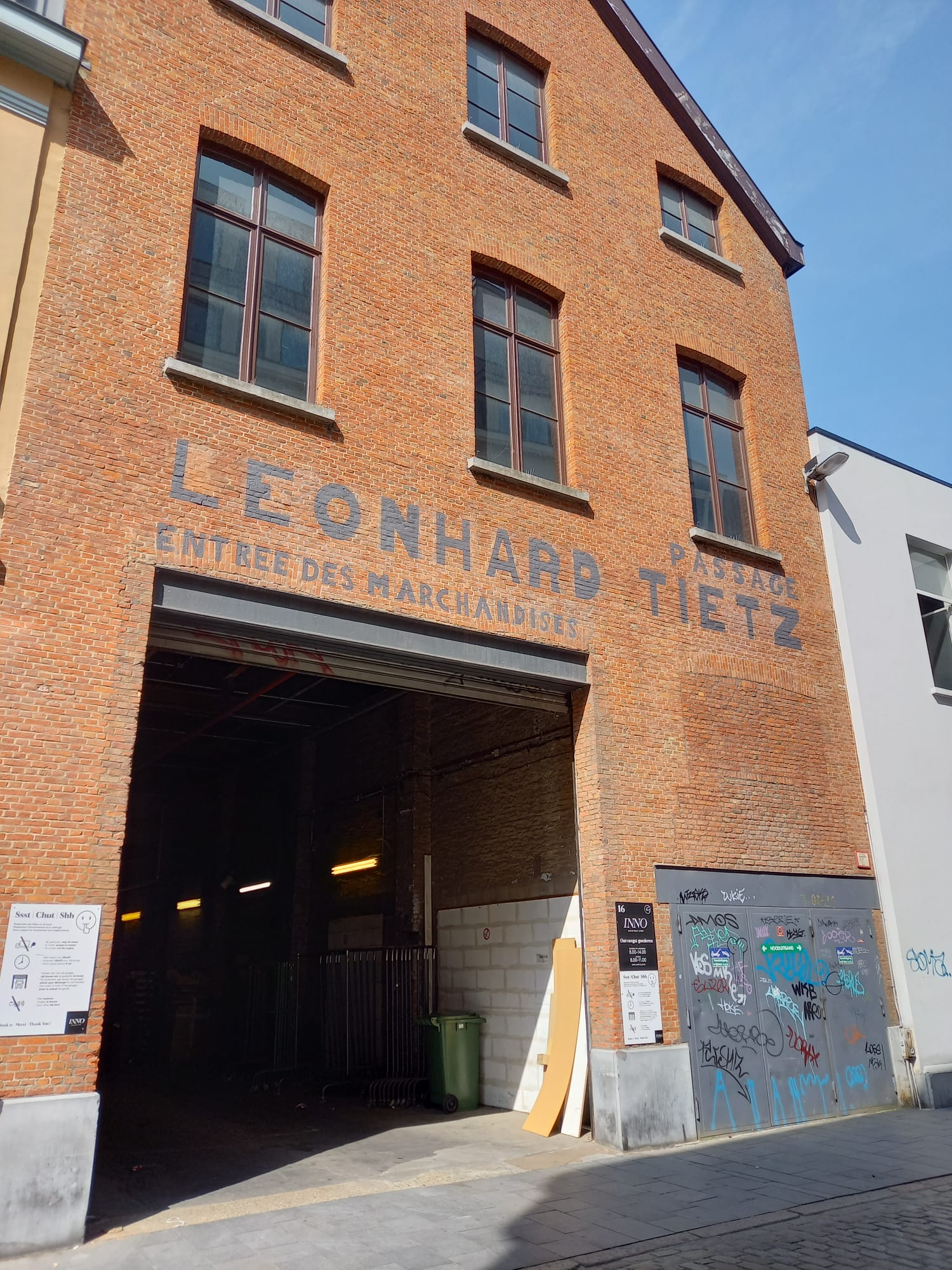
Goedereningang van Grands Magasins Leonhard Tietz, Antwerpen
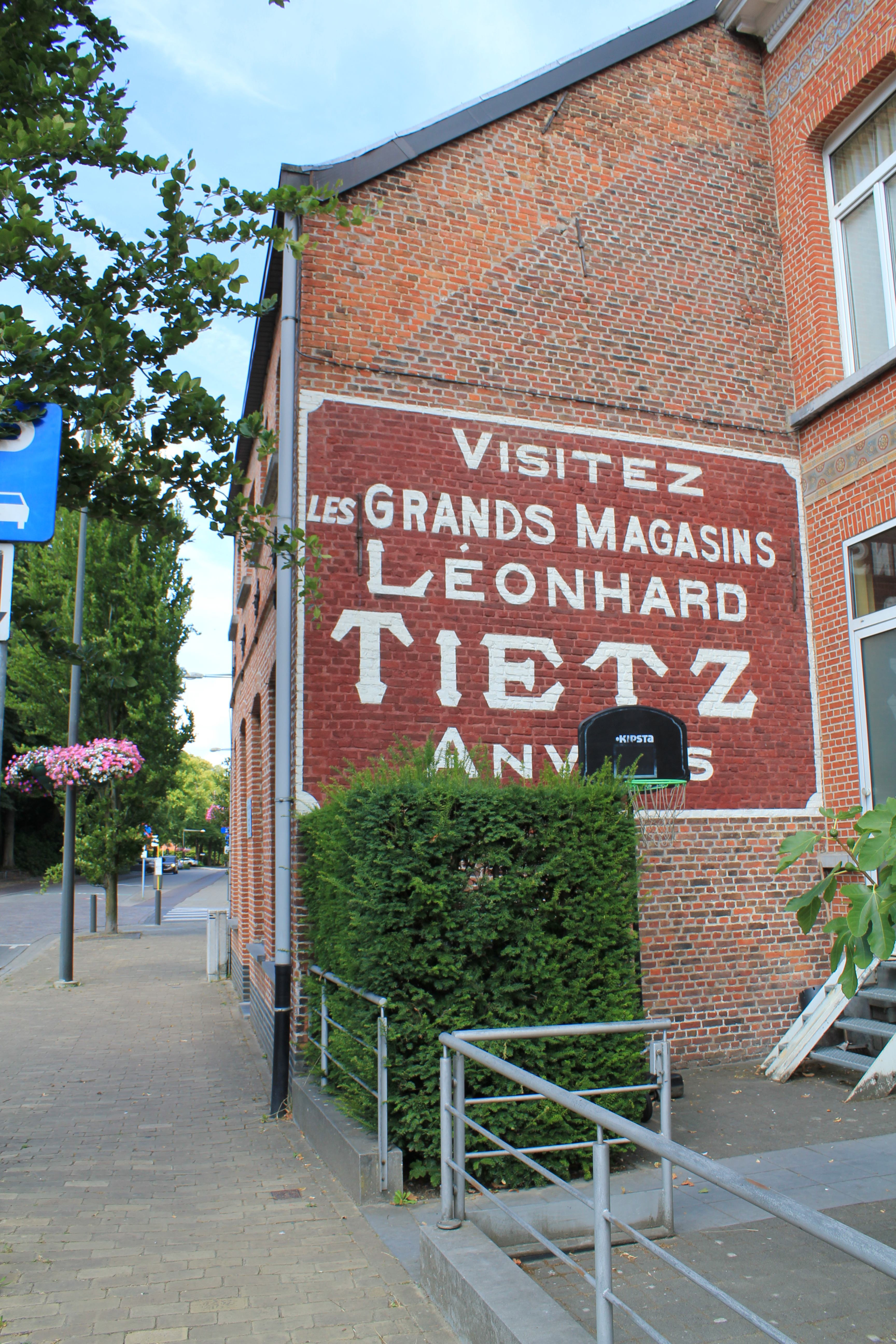
Muurreclame voor Grands Magasins Léonhard Tietz